# Wyżłów
Wyżłów – wieś w Polsce położona w województwie lubelskim, w powiecie hrubieszowskim, w gminie Dołhobyczów. 
W II Rzeczypospolitej wieś w powiecie sokalskim województwa lwowskiego.1 lutego 1944 nacjonaliści ukraińscy z OUN - UPA zamordowali tutaj 21 Polaków, grabiąc i paląc polskie zagrody. W latach 1975–1998 miejscowość administracyjnie należała do województwa zamojskiego. 
W 2009 roku miejscowość nie była zaludniona. Administracyjnie wieś wchodzi w skład sołectwa Myców.
Wierni Kościoła rzymskokatolickiego należą do parafii św. Michała Archanioła w Żniatynie.
W Wyżłowie znajduje się cerkiew greckokatolicka św. Mikołaja wzniesiona w 1917 r. Wyróżnia się murowano-drewnianą budową (kopuła jest drewniana, reszta budowli murowana). Obecnie jest własnością Kościoła rzymskokatolickiego, jednak po ograbieniu i zniszczeniu w 2001 r. nie pełni już funkcji sakralnych i oczekuje na remont.